# INS Sindhukirti
L'INS Sindhukirti (pennant number : S61) est le septième sous-marin diesel-électrique de classe Sindhughosh de la marine indienne. Il a été construit au chantier naval de l’Amirauté et à Sevmash en Union soviétique.
Le Sindukirti a été mis en service le 9 décembre 1989 en Union soviétique, le commander Ramdas signant ses ordres de mise en service. Il a subi un long « carénage moyen » de juin 2006 à mai 2015 au chantier naval Hindustan Shipyard à Visakhapatnam. Sa mise à niveau à mi-vie devait être achevée dans 3 ans, mais de nombreux retards ont retardé le retour en service du sous-marin.  Après avoir passé un tiers de sa vie en carénage, il est finalement retourné en service le 23 mai 2015.

## Conception
Le Sindhukiriti a une longueur totale de 72,6 m, une largeur de 9,9 m et un tirant d'eau de 6,5 m. Son déplacement est de 2300 tonnes en surface, 3100 tonnes en immersion. Il a une profondeur de plongée maximale de 300 m. Son équipage est d’environ 68 hommes, dont 7 officiers et 61 marins,.
Le sous-marin a un arbre d'hélice unique, avec une hélice à sept pales. Il est alimenté par deux générateurs diesel, chacun produisant 1300 ch (1000 kW). Il dispose également d’un moteur électrique d’une puissance de 5500 à 6800 ch (4100 à 5100 kW). Il peut atteindre une vitesse maximale de 10 à 12 nœuds (19 à 22 km/h) en surface et de 17 à 25 nœuds (31 à 46 km/h) lorsqu’il est immergé.

## Engagements
L’INS Sindhukirti est le septième des dix sous-marins de la classe Sindhughosh. Il a été mis en service le 9 décembre 1989 sous le commandement du commander Kannan Ramdas.
Le Sindhukirti a été immoblisé au chantier naval Hindustan en juin 2006 pour un réaménagement à mis-vie qui comprenait l’installation du sonar USHUS et des missiles de croisière Club-S et d’autres travaux sur la coque. Il était initialement prévu de l’envoyer en Russie pour cette mise à niveau, comme ses sister-ships INS Sindhughosh, INS Sindhuvir, INS Sindhuratna et INS Sindhuvijay. Cependant, il a été décidé que le Sindhukirti serait amélioré localement. Hindustan Shipyard a été sélectionné pour le carénage en raison de querelles politiques, contre la volonté de l’état-major de la marine,,, HSL avait l’habitude de prolonger les radoubs de sous-marins, prenant dix ans pour mettre à niveau chacun des sous-marins de classe Vela, les INS Vela et INS Vagli.
Le carénage du Sindhukirti était prévu pour 3 ans, mais il a traîné en longueur à mesure que des problèmes surgissaient. Le navire est devenu connu sous le nom de « reine de l’arsenal » . En 2009, l’amiral Sureesh Mehta expliquait : « Ce genre d’expertise n’existait pas en Inde auparavant et c’est la première fois que nous l’essayons ici. Au lieu de les envoyer en Russie jusqu’au bout, celui-ci est transféré vers Hindustan Shipyards. Il y a quelques problèmes dans leurs procédures de passation de marchés. Cela prend un peu plus de temps que prévu ». Alors qu’un chantier naval russe déploierait 200 travailleurs en trois équipes pour terminer le carénage en deux ans, HSL n’a déployé que 50 travailleurs pour travailler sur le Sindhukirti.
Après neuf ans de carénage, le Sindhukirti a finalement repris la mer le 23 mai 2015 et il est actuellement actif. 

## Dans la culture populaire
L’INS Sindhukirti a été présenté dans la série Breaking point Indian Submariners qui a été publiée sur la chaîne YouTube Veer by Discovery.